# ドラえもん のび太と復活の星
『ドラえもん のび太と復活の星』（ドラえもん のびたとふっかつのほし）は、エポック社より発売されたゲームソフト。1996年2月16日にプレイステーション版が、同年3月15日にセガサターン版が発売（セガサターンでの『ドラえもん』のゲーム作品は本作のみ）。『ドラえもん』を原作としたキャラクターゲーム。

## 概要
『ドラえもん』を題材としたプレイステーション用ソフトの第1弾。ジャンルは横スクロール方式のアクションゲーム。ステージ画面やイベント画面において3Dグラフィックスを多用している。

## あらすじ
冬休み、「未知の惑星を冒険しよう」というジャイアンの提案に賛同し、宇宙旅行に出かけたのび太たち。ところが飛行中に何かに衝突し宇宙船が故障。あわてて近くの星に不時着したものの、周りを見に行ったのび太たちはその星にいた謎のロボットたちから攻撃を受ける。そのとき、プレタンと名乗る1台のロボットが出現する。

## システム

### イベント画面
次のステージに進む前に、キャラクター同士が会話を行うイベントが始まる。イベント開始前にひみつ道具を選択する場面がいくつか存在し、その選択肢によって発生するイベントや次に進むステージが変化する。

### アクションステージ
ステージ上の足場（ライン）が複数存在するステージがほとんどで、複数の足場の間を移動すること（ライン移動）が重要となる。

### ひみつ道具
武器として使用できるひみつ道具は、通常攻撃用ひみつ道具と特殊攻撃用ひみつ道具（特殊道具）の2種類に大別される。前者は全キャラクター共通で、空気砲、スモールライト、ショックガン、アタールガンの4種類から自由に切り替えて使用できる。後者はキャラクター毎に道具が異なり、時間比例で増加するゲージの量に応じて効果が変化する。

## 登場人物
ドラえもん
声 - 大山のぶ代
今回もさまざまな道具を出して、仲間を助け作戦を考えるなどの活躍を見せる。使用する特殊道具は強力うちわ風神。
のび太
声 - 小原乃梨子
今回の過酷な旅の中でみんなの気持ちの変化を感じ取る。使用する特殊道具は名刀電光丸。
しずか
声 - 野村道子
プレタンからこの星が汚染された理由を聞き地球を憂う。使用する特殊道具はヒラリマント。
スネ夫
声 - 肝付兼太
不安と恐怖で仲間にきつくあたってしまう。使用する特殊道具はちく電スーツ。
ジャイアン
声 - たてかべ和也
自らが冒険を提案したことに責任を感じている。今作では単独で敵のアジトに乗り込む場面がある。使用する特殊道具はクローンリキッドごくう。
プレタン
声 - 亀井芳子
ドラえもんたちが不時着した惑星にいるロボットで、人間を守るために作られた。のび太たちとの旅で大切なことを学ぶ。

## ステージ
- 0. いわば

位置づけとしてはチュートリアルにあたる。落ちたら即死となる穴が存在する。
- 1. みらいとし

荒廃した都市。交差点が点在している。
- 2-1. けいこく

分岐する先の1つ。川があるが流れに逆らって進んでいくことも可能。
- 2-2. ちかいせき

ボスのエッグゴーレムを倒すのが非常に難しい。最難関ステージ。
- 3. もり

唯一の3レーン出現ステージ。ただし最奥のレーンはよく途切れるので実用には向かない。
- 4-1. さばく

大陸横断鉄道の上を進むステージ。
- 4-2. かいてい

海底を進む。ボスは巨大ダコ。
- 5. セントラルシティ

これ以降のステージは分岐が存在しない。他のステージと異なりボスが4体出現する。
- 6. セントラルタワー

セントラルコンピューターはこの塔の頂上にある。バリアを壊しつつ上っていく必要がある。
- 7. きどうエレベーター

作動させるとゴミが降ってくる。このゴミに当たるとダメージを受けるが、攻撃することで破壊が可能。
- 8. うちゅうステーション

最終ステージ。1から12までの番号が付いた部屋に番号通りに入って進む。

## オープニング曲
- 『ドラえもんのうた』（歌：山野さと子）

## スタッフ
演出：中込彰、荻原治、長谷川香織
作画監督：加藤栄吾
動画：長谷川香織
音楽監督：沓掛隆志
音楽：平野敬久、三浦健
音響効果：広田公
総合監修：加藤和男
脚本：菅原和昭
制作：小田真治
総監督：堀江正幸
製作総指揮：前田道裕、蛇谷秀明